# سامي كارتر
سامي كارتر (15 مارس 1878 في المملكة المتحدة - 8 يونيو 1948) (بالإنجليزية: Sammy Carter)‏ هو لاعب كريكت أسترالي. شارك مع منتخب أستراليا الوطني للكريكت.

## وصلات خارجية
- سامي كارتر على موقع إي آس بي آن كريك إنفو (الإنجليزية)